# Кисличенко, Юрий Владимирович
Юрий Владимирович Кисличенко (1 мая 1925, Киев — 19 сентября 1999, Киев) —  советский и украинский архитектор и художник, член Союза художников УССР (с 1971).

## Биография
Родился в Киеве. В 1953 году окончил Киевский художественный институт по специальности архитектор. Работал в Киеве: архитектором-художником в Академии архитектуры УССР, архитектором в Военпроекте (1954—1956), Метропроекте (1956—1959), Киевметрострое (1959—1961), главным художником Общества художников (1961—1968), художником творческо-производственного комбината (1963—1985).

## Творчество

### Метрополитен
- Станция метро «Крещатик» в Киеве (1960, архитектор, совместно с А. В. Добровольским, М. С. Коломийцем, В. Д. Елизаровым, Г. И. Гранаткиным, И. Л. Масленковым, С. И. Крушинским, Ф. М. Зарембой и Н. М. Щукиной).
- Станции метро «Почтовая площадь», «Контрактовая площадь» в Киеве (1976, художник, совместно с И. Г. Левитской).
- Станция метро «Лесная» в Киеве (1979, художник, совместно с И. Г. Левитской, А. Г. Шарай).

### Музейные экспозиции
- Оформление экспозиции Областного этнографически-мемориального музея В. Гнатюка, с. Велеснев Монастырисского района Тернопольской области, (1967—1969, совместно с И. Г. Левитской)
- Оформление экспозиции Черниговского исторического музея им. В. В. Тарновского (1979, совместно с И. Г. Левитской, работа отмечена дипломом ВДНХ УССР).
- Оформление экспозиции отдела «Природа» краеведческого музея в Остре (совместно с С. Ю. Кисличенко).

### Памятники
- Тарасу Шевченко в Звенигородке Черкасской области (1964, искусственный камень, гранит, скульпторы П. Ф. Кальницкий, П. Ф. Остапенко, архитектор Ю. В. Кисличенко)
- Василию Чапаеву в Лубнах (1966, чугун, гранит, скульпторы П. Ф. Кальницкий, П. Ф. Остапенко, архитектор Ю. В. Кисличенко)
- Марка Кропивницкого в Кировограде (1969, гранит, скульптор Э. М. Кунцевич, архитектор Ю. В . Кисличенко).

- Станция метро «Крещатик»
- Станция метро «Почтовая площадь»
- Станция метро «Контрактовая площадь»
- Станция метро «Лесная»

## Семья
- Сын — Сергей Кисличенко (род. 14.03.1958) — художник-проектант, член Национального союза художников Украины (с 1990 года)[1].

## В литературе
- Юрий Кисличенко — один из героев очерка Анатолия Хорунжего «Наше метро» (1960).